# Vinderslev
Vinderslev er en landsby i Midtjylland med 468 indbyggere  (2024), beliggende i Vinderslev Sogn omtrent 5 kilometer syd for Kjellerup.
Landsbyen ligger i Silkeborg Kommune og hører til Region Midtjylland.
I Vinderslev er der genbrugsbutik, skole, børnehave, plejehjem, fodboldklub, forsamlingshus, spejderhus mm.